# Josef Mocker
Josef Mocker (Cítoliby, 22 de noviembre de 1835 - Praga , 15 de noviembre de 1899)  fue un arquitecto y restaurador bohemio que trabajó en un estilo neogótico purista, miembro de pleno derecho de la Academia de Bellas Artes de Viena desde 1888 y miembro de la Academia Checa de Artes y Ciencias desde 1890. 

## Biografía
Mocker estudió en la Universidad Técnica de Praga y en la Academia de Bellas Artes de Viena. Como miembro de la Academia Checa del Emperador Franz Joseph para las ciencias, la palabra hablada y el arte, también fue el jefe de construcción.
Representaba un purismo neogótico, que a diferencia de muchos de sus colegas en el historicismo, trataba de imitar al gótico de una manera pura y sin adulterar. Sin embargo, sus críticos lo acusaron de ignorar la personalidad de los edificios. Además, escribió artículos sobre la restauración de edificios para varias revistas especializadas. Participó en la restauración y renovación de varios castillos, palacios e iglesias y también diseñó nuevos edificios. En 1873 fue comisionado como el sucesor de Joseph Kranner con la finalización de la catedral de San Vito. Bajo su liderazgo, se renovaron la capilla de Wenceslao y la torre sur y se construyó la fachada oeste con las dos torres. Se hizo cargo después de su muerte Kamil Hilbert la gestión del sitio.
Mocker fue responsable de restaurar muchos castillos bohemios y edificios antiguos en Praga. Su trabajo despertó mucha controversia, pero también contribuyó con muchos hitos importantes de Praga.
De 1879 a 1881, Mocker participó en una reconstrucción del Karolinum, sede actual de la Universidad Carolina en Praga.
En su novela Sedmikostelí, Miloš Urban lo describe como el digno continuador de Peter Parler.

## Obras
- Restauraciones y terminaciones en Praga:

- Restauración de sinagoga Vieja-Nueva en Josefov;
- Reconstrucción de la catedral de San Esteban  (Chrám sv. Štěpána);
- Reconstrucción de la iglesia de San Enrique y San Kunhuta (Chrám sv. Jindřicha) y su campanario;
- Iglesia de san Apolinar (Chrám sv. Apolináře) en Větrov;
- Restauración de la catedral de Kolín
- Reconstrucción de la iglesia de San Pedro (Chrám sv. Petra) en Poříčí;
- 1873-1899: Finalización de la catedral de San Vito en el castillo de Praga;
- 1874-1878: Torre del Puente de la Ciudad Menor (Malostranské mostecké věže);
- 1876-1879: La torre de Henry.
- 1878-1890: Nueva oficina del rector en el castillo de Praga;
- 1879-1881: Karolinum;
- 1879-1883: Torre del puente de la ciudad vieja (Staroměstská mostecká věž);
- 1887-1903: Reconstrucción de la iglesia de San Pedro y San Pablo (Chrám sv. Petra a Pavla) en Vyšehrad
-  ?-1888: Restauración de la torre de la Pólvora (Prašná Brána);

- Restauraciones y adiciones fuera de Praga:

- 1864-1869: Catedral de San Esteban (Stephansdom) en Viena
- 1870-1872: Capilla funeraria Thun de San Juan Nepomuceno en Děčín
-  ?-1876: Iglesia de san Jáchym y St. Anny en Jáchymov
- 1877-1899: Participación en la restauración del castillo de Karlštejn (hasta 1891 bajo el liderazgo de Friedrich von Schmidt)
- 1879-1884: Catedral de San Bartolomé en Pilsen
- 1882-1884: Restauración del castillo de Křivoklát;
- 1883-1896: Iglesia de Santa Bárbara en Kutná Hora;
- 1885-?: Iglesia de San Bartolomé en Rakovník (desde 1885)
- 1889-1894: Restauración del castillo de Konopiště;
- 1892-1899: Iglesia de San Lorenzo en Vysoké Mýto
- 1896-1898: Iglesia de la Transfiguración en el monte Tábor:* Iglesia de San Decano Nicolás, obispo de Jaroměř
- Iglesia de la Asunción de la Virgen María en Ústí nad Labem
- Iglesia de San Bartolomé en Colonia
- Iglesia de la Asunción de la Virgen María en Mohelnice nad Jizerou

- Nuevos edificios:

- 1868-1875: Iglesia de San Juan Bautista en Dolní Hbity;
- 1870-1871: Villa Waldstein en Děčín
- 1888-1893: Iglesia de Santa Ludmila en Vinohrady, Praga (acabada por František Mikš)
- 1894: proyecto de la iglesia de San Margaret en Zvolen
- 1898-1903: Iglesia de San Procopio en Žižkov, Praga (acabada por František Mikš)

- Otros:

- Planificación del proyecto para la escuela secundaria en Leitmeritz y Jungbunzlau
- 1881: junto con Wenzel Wladiwoj Tomek: monasterio de Agnes en Praga. Viena 1891

## Galería de imágenes

Imágenes históricas
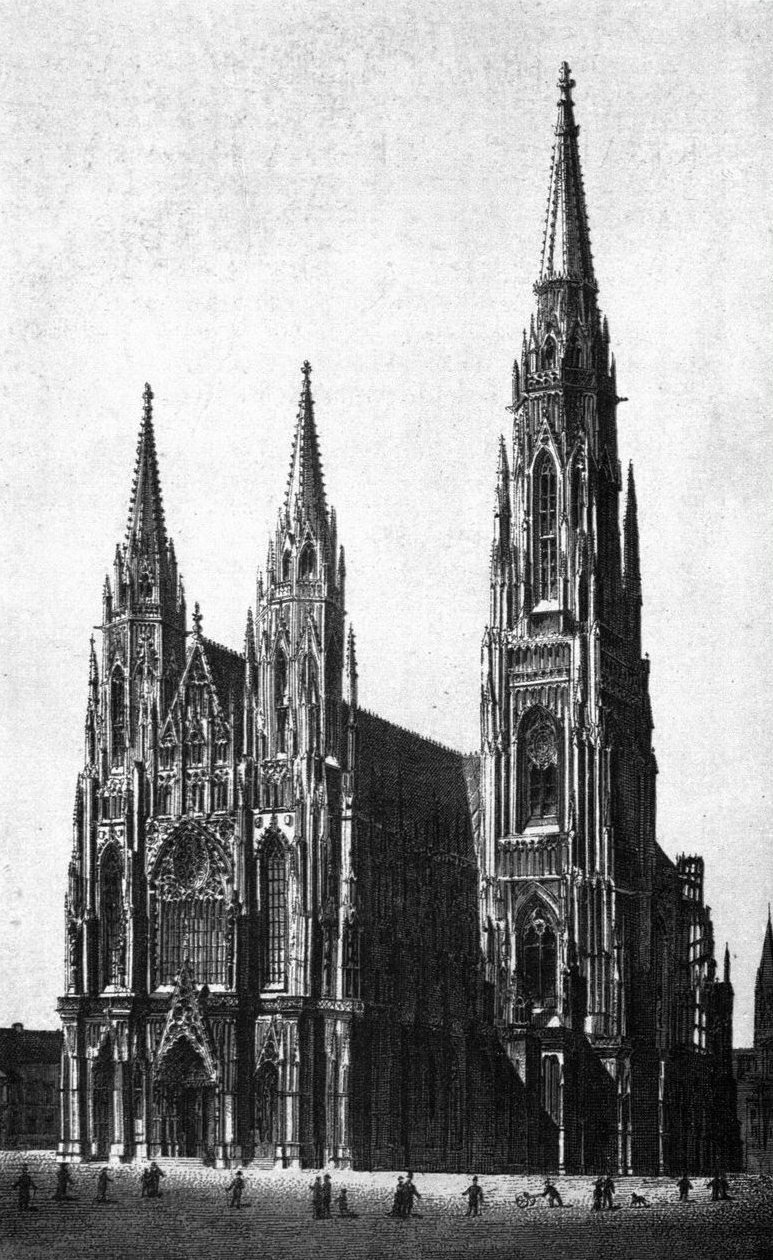
El proyecto de Mocker de San Vito incluyó la regotización del edificio y la construcción de torres frontales
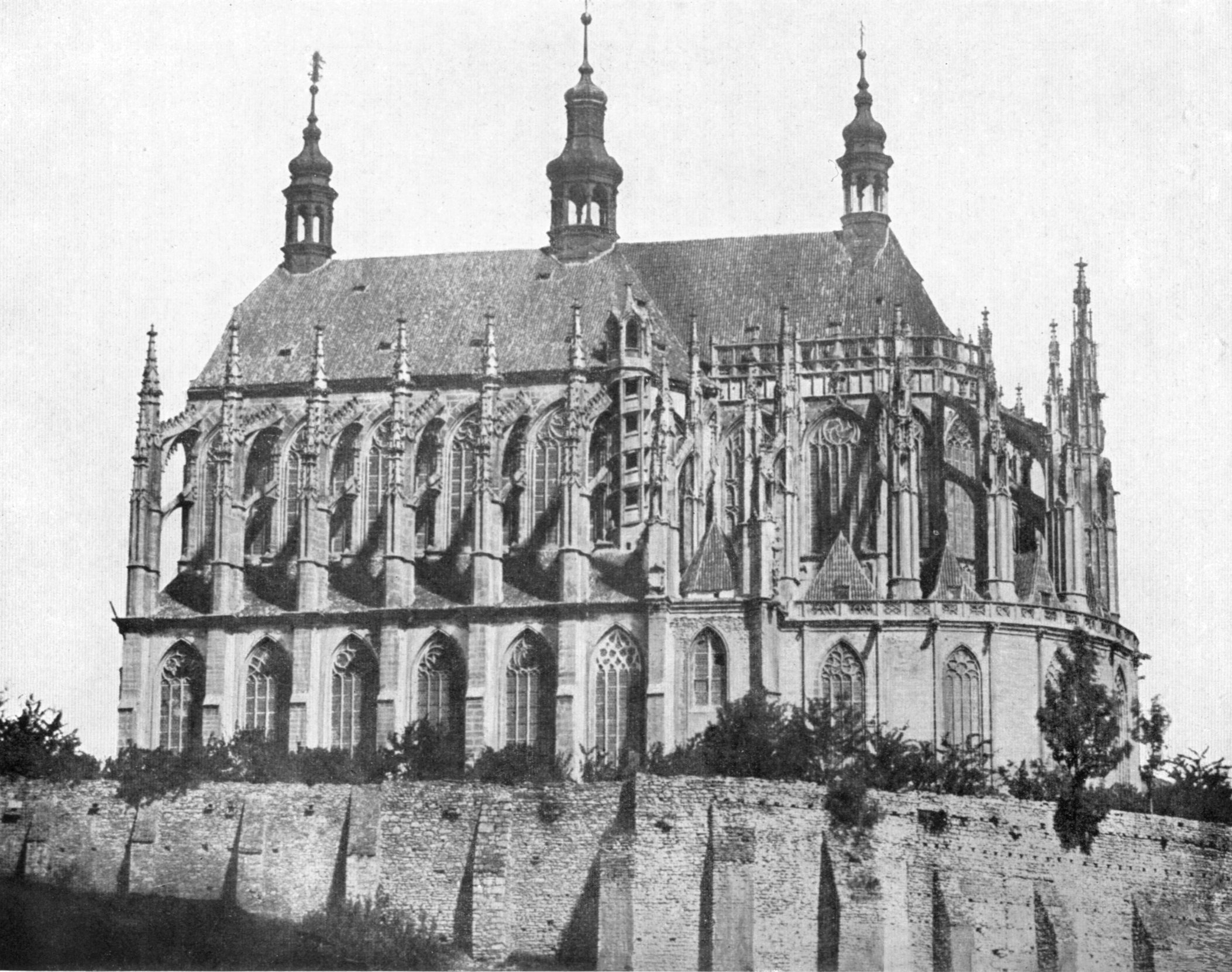
Iglesia de Santa Bárbara en Kutná Hora antes de la reconstrucción (foto de Andreas Groll, 1856)
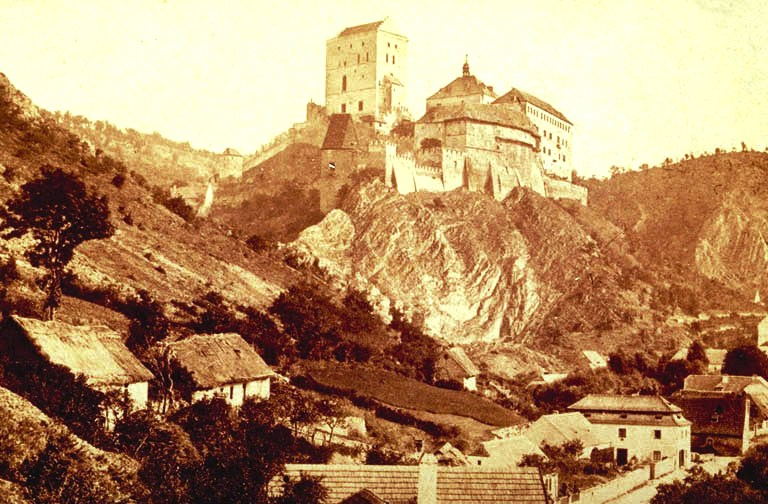
Castillo de Karlštejn antes de la reconstrucción
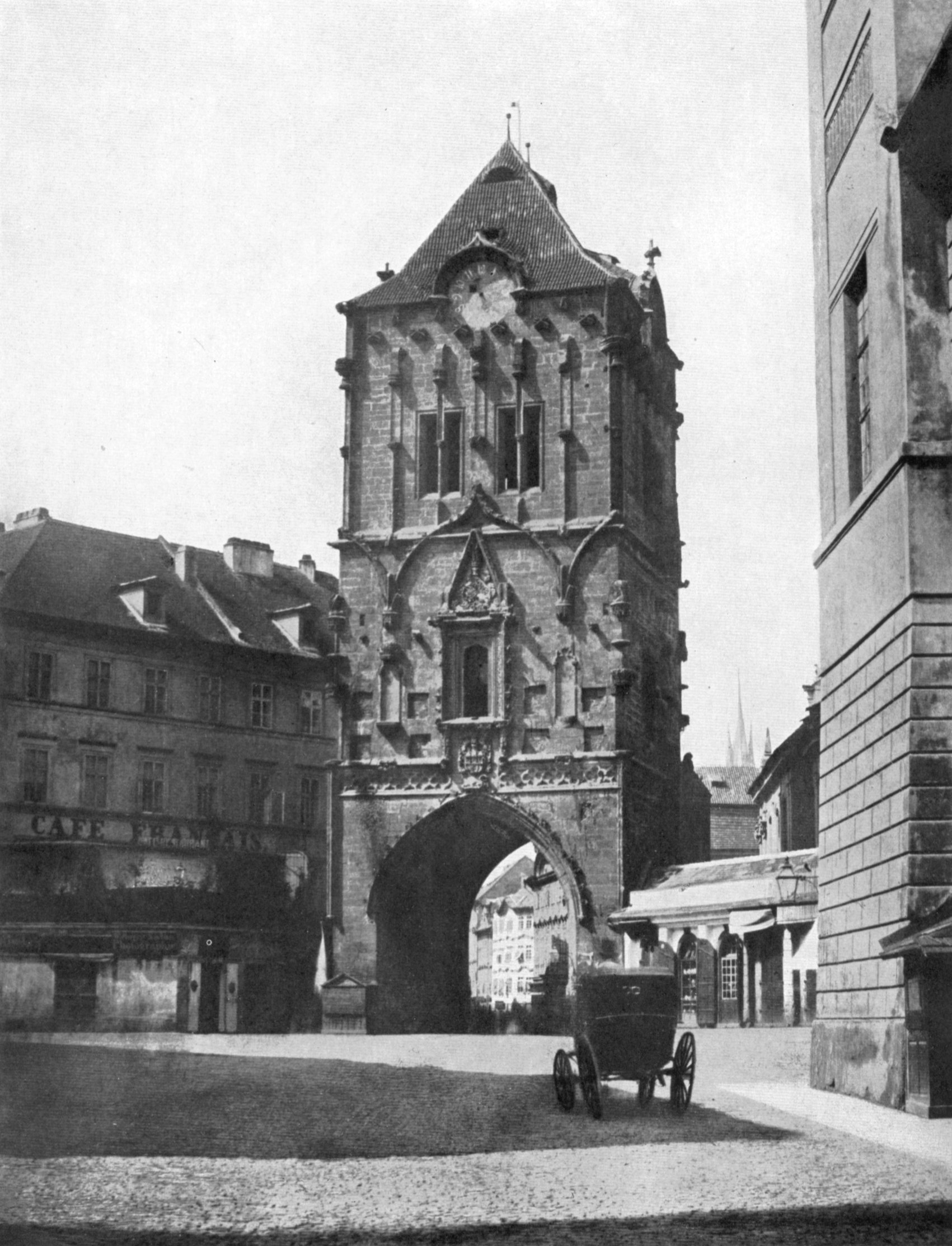
Puerta de la Pólvora antes de la reconstrucción (foto de Andreas Groll, 1856)
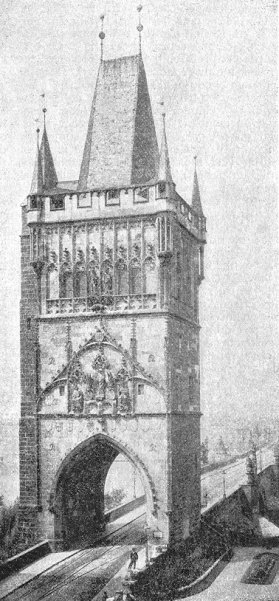
Torre de la Vieja Ciudad del puente Carlos después de la reconstruccióni
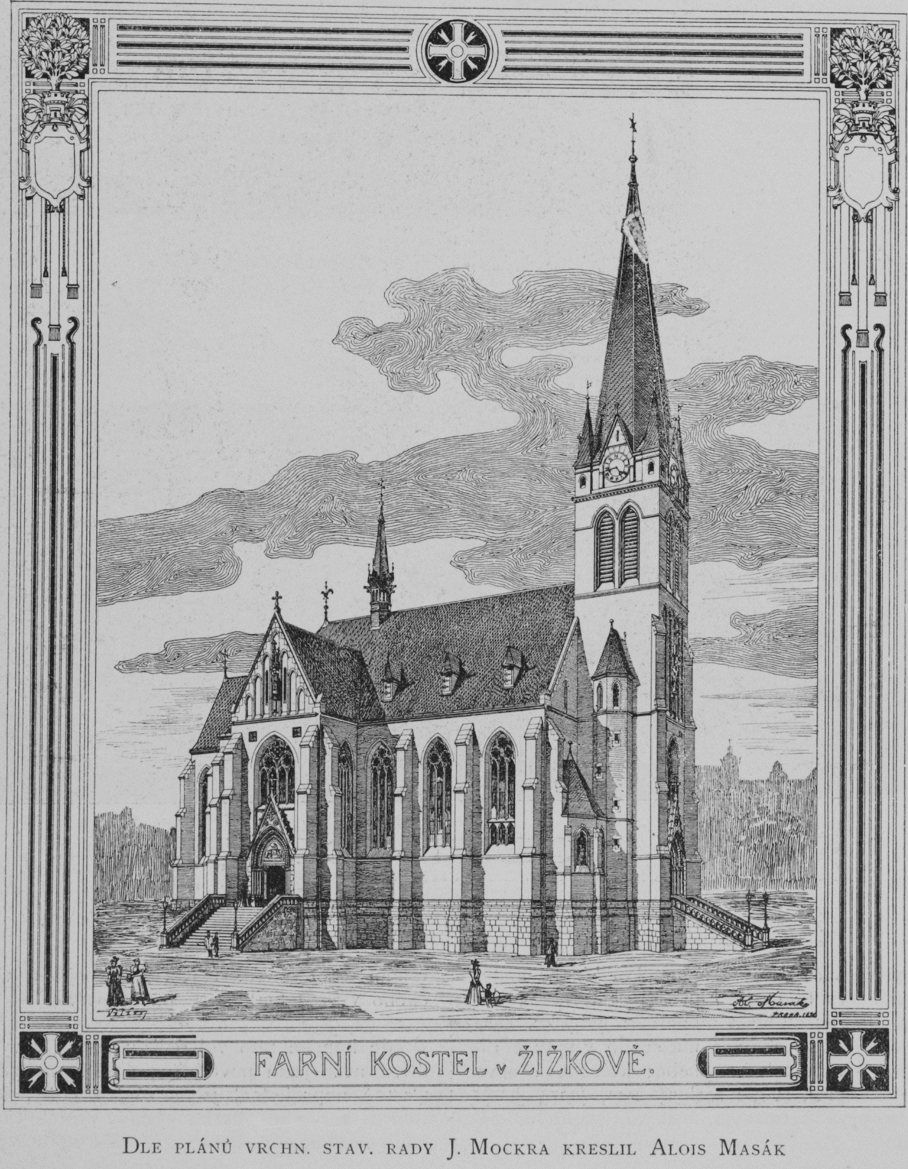
El proyecto de la iglesia de San Procopio en Žižkov
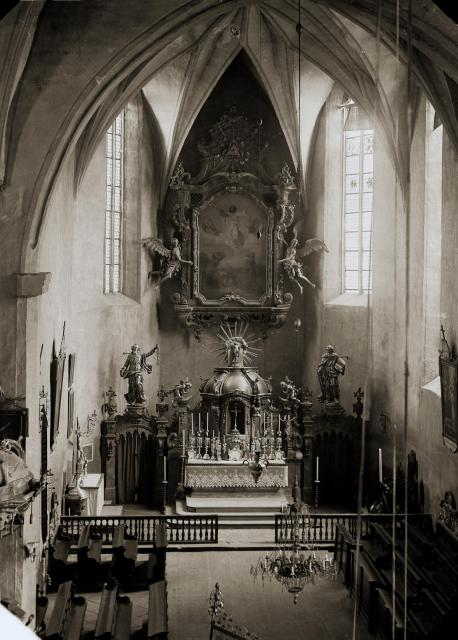
Presbiterio de la Iglesia de la Transfiguración en el Monte Tábor antes de la reconstrucción (foto de Ignác Šechtl, antes de  1897)
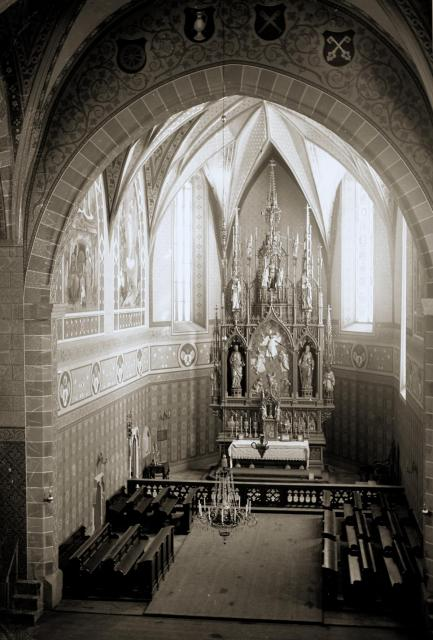
Presbiterio de la Iglesia de la Transfiguración en el Monte Tábor después de la reconstrucción  (foto de Ignác Šechtl)

Imágenes actuales
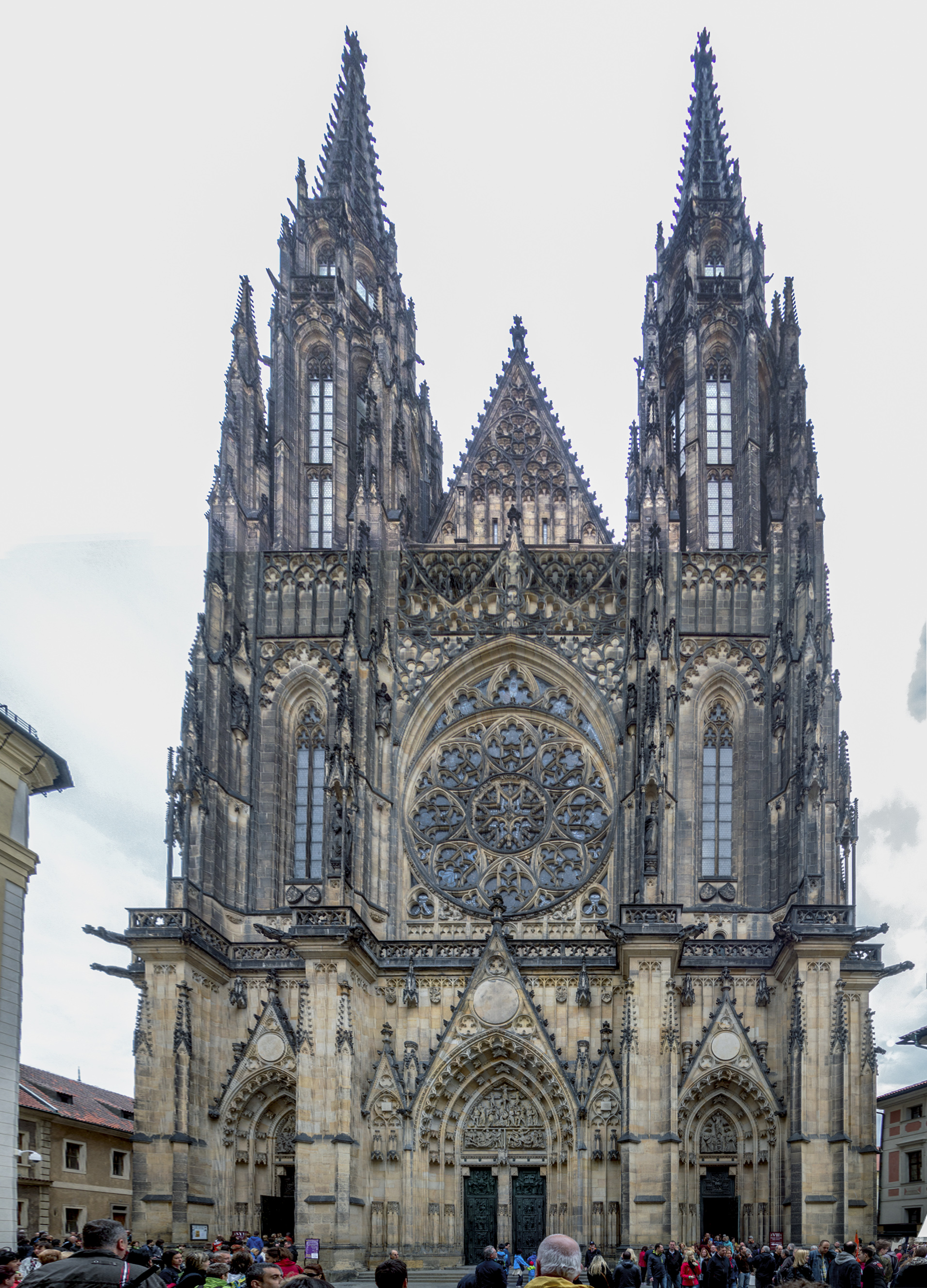
La fachada de la catedral de San Vito, finalización
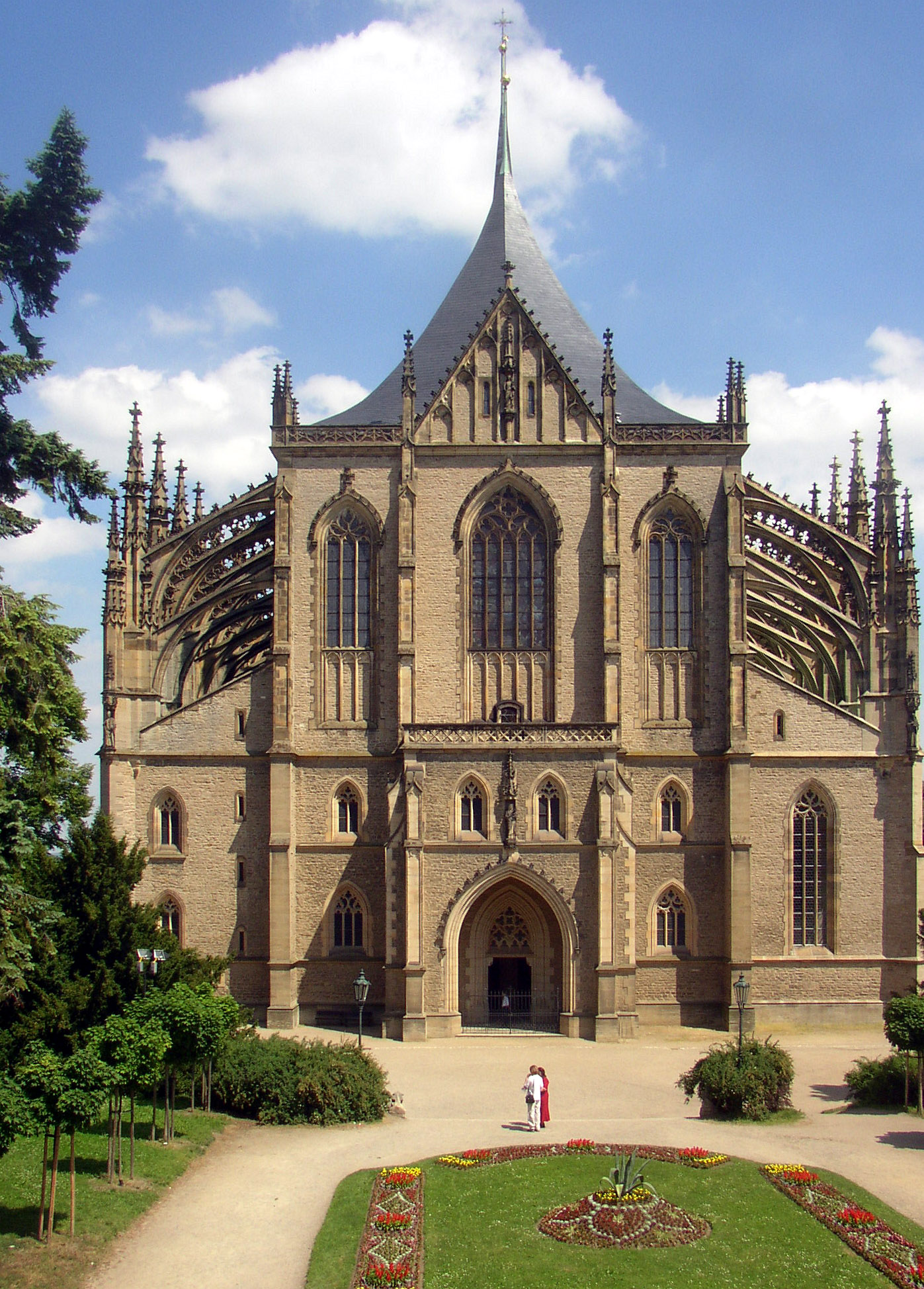
El proyecto de Mocker de Santa Bárbara implicó la adición de un tramo arqueado y una fachada, la restauración de la fachada del edificio y la restauración del techo de la tienda.
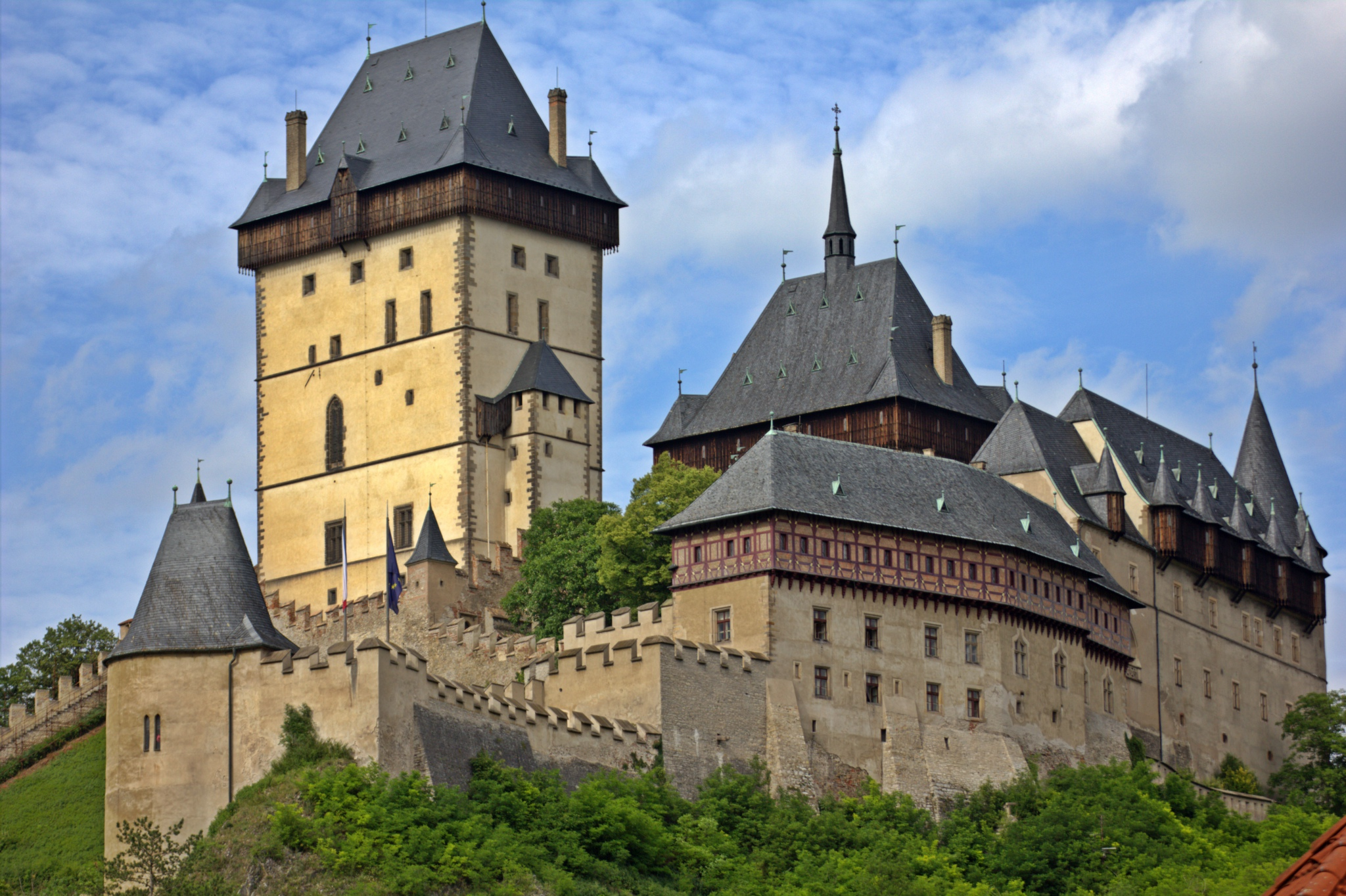
Karlštejn después de la reconstrucción
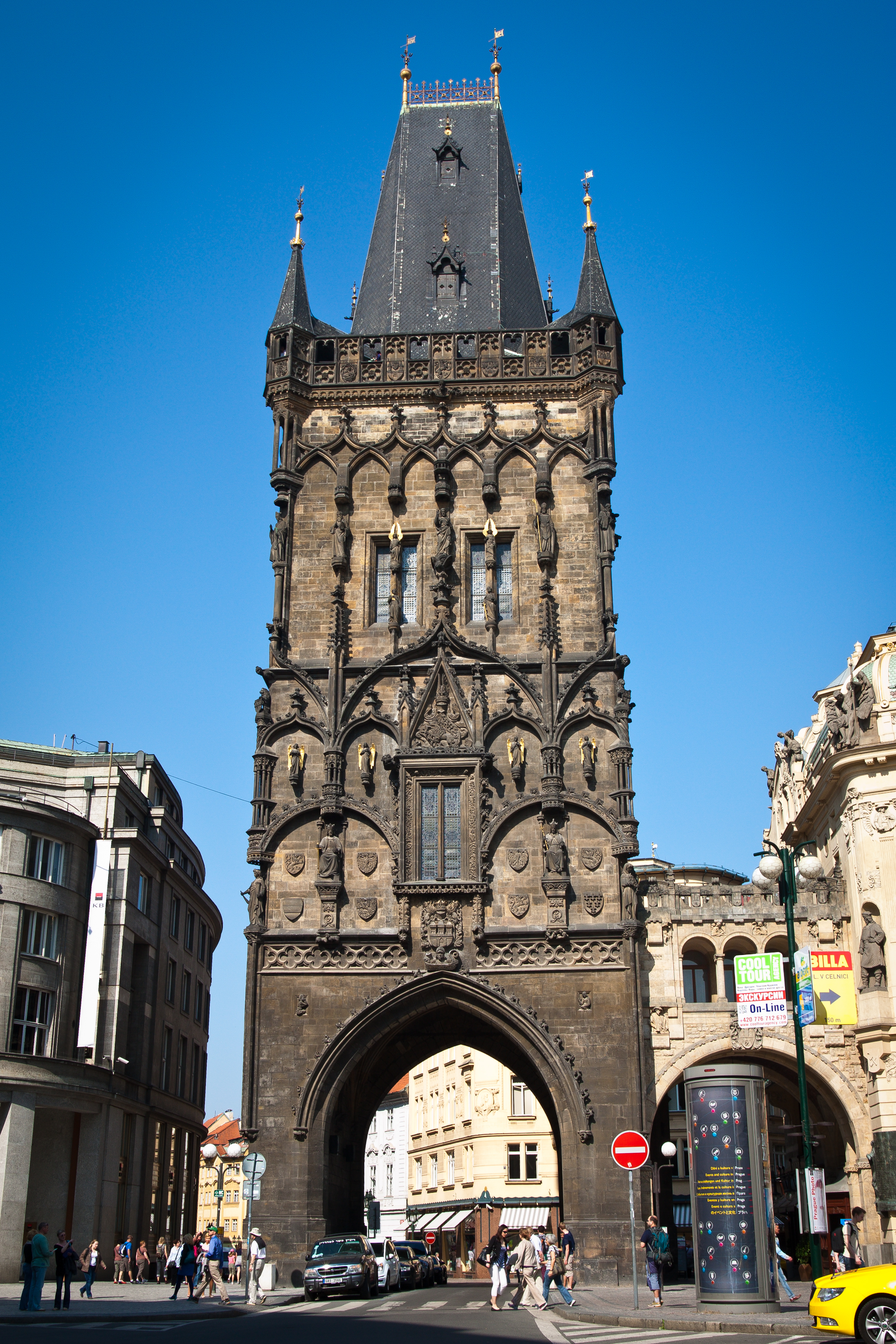
Torre de la Vieja Ciudad antes de la reconstrucción
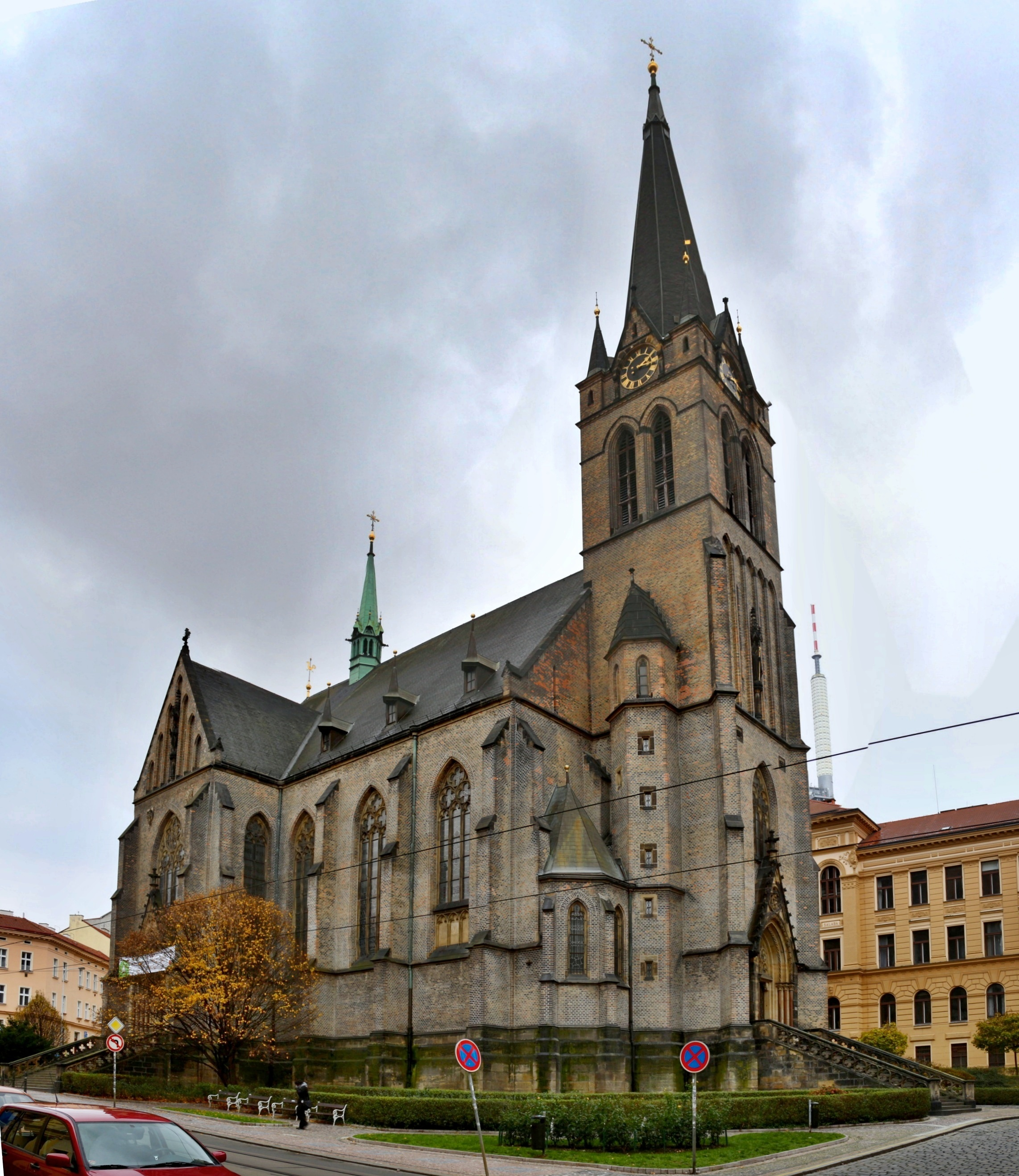
Iglesia de San Procopio (1898-1903) en Žižkov, Praga, nuevo edificio
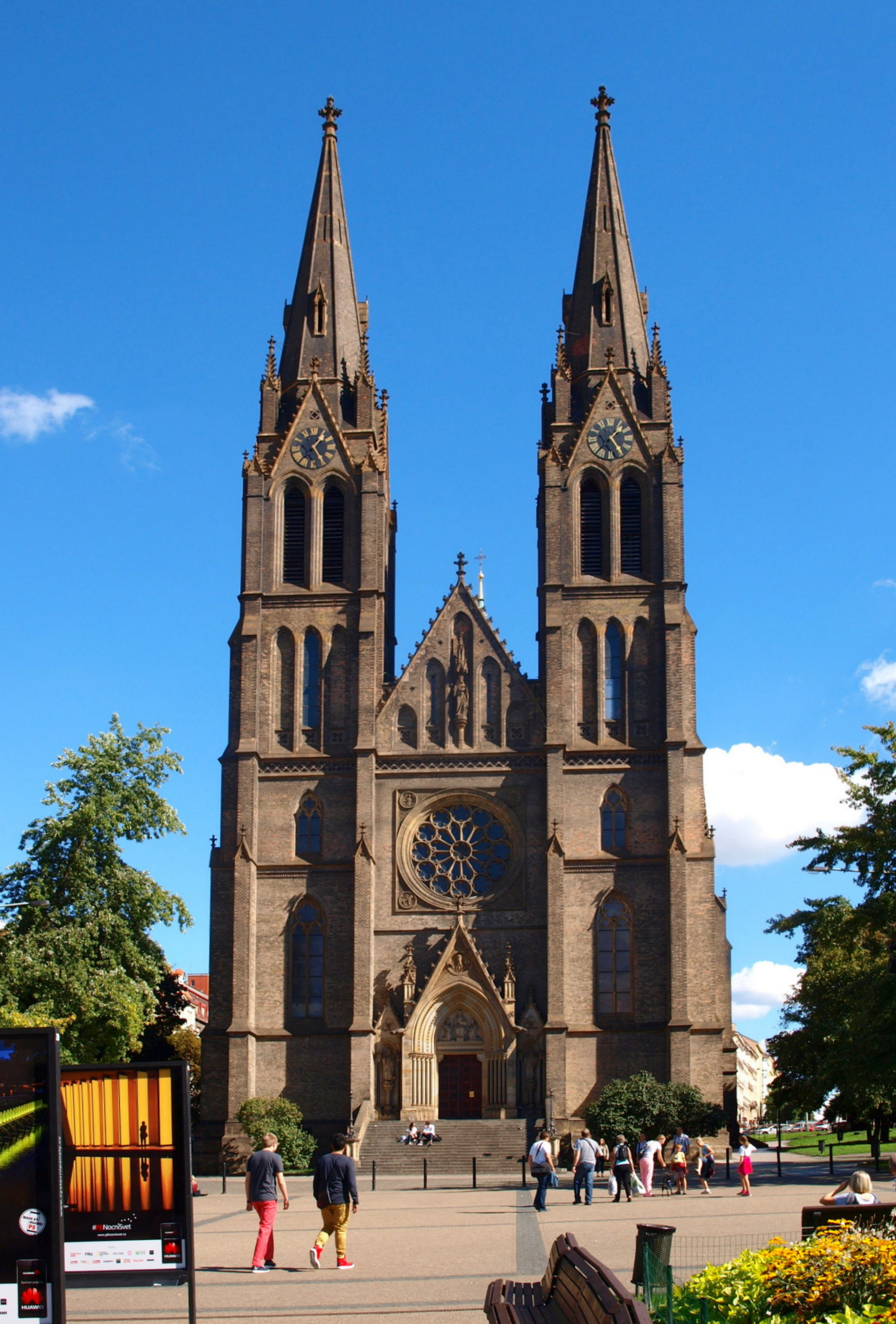
Iglesia de san Ludmila en Vinohrady, nuevo edificio
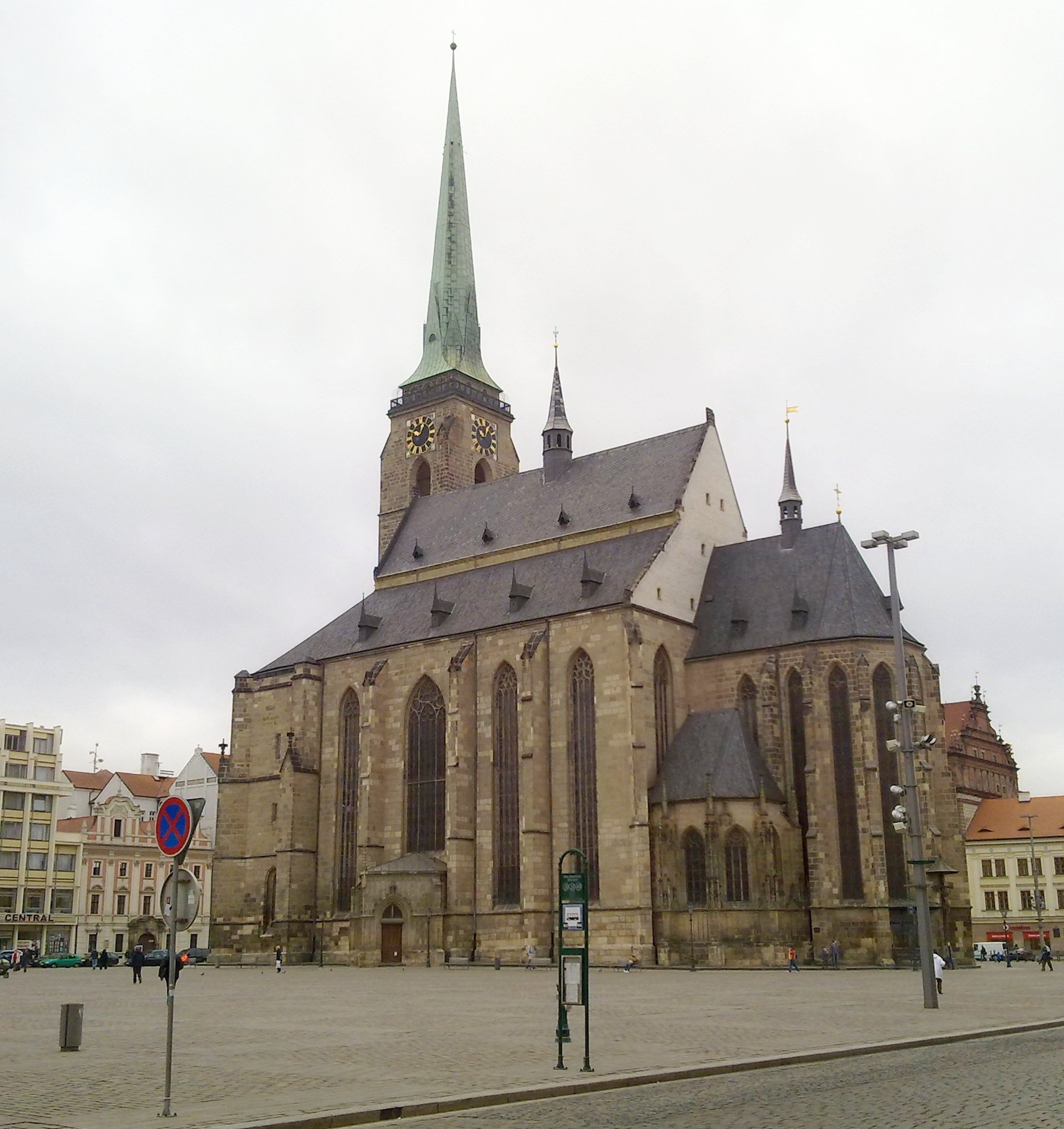
Reconstrucción de la iglesia de San Bartolome en Pilsen incluyó la regotización del techo y la torre, modificaciones y nuevos equipos interiores.
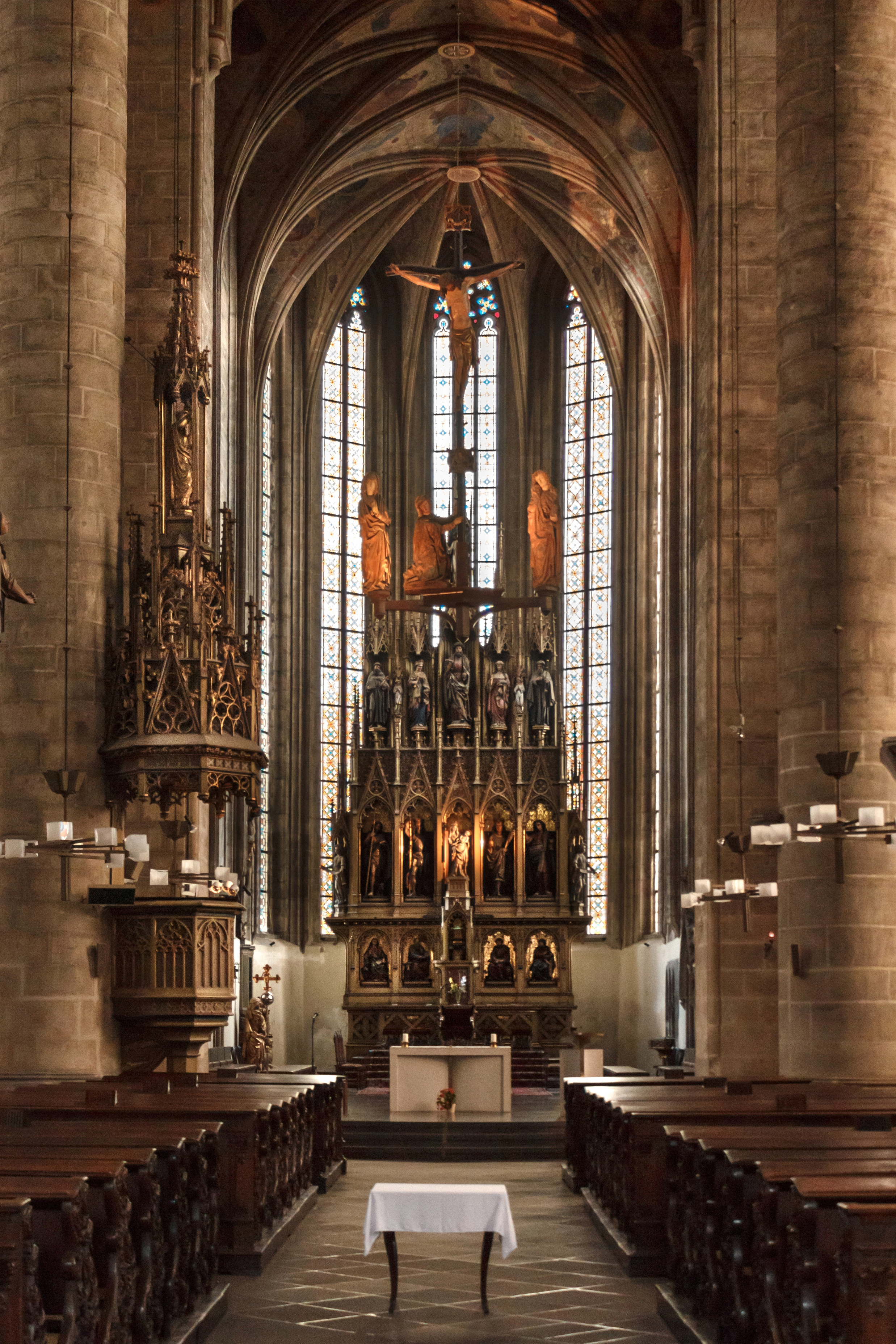
Presbiterio de la iglesia de San Bartolome en Pilsen con un altar neogótico según el diseño de Mocker